# Eldaring
Eldaring o Eldaring e.V. - The Troth Deutschland, è una organizzazione etena fondata in Germania nel 2000. L'Eldaring è affiliata alla associazione statunitense The Troth è cerca di creare una rete per le persone di lingua tedesca che seguono l'Ásatrú.
Come il Troth, l'Eldaring accetta membri di qualsiasi etnia e razza. Cercano di distaccarsi dalla distinzione tra Movimenti folkish e universalisti. L'Eldaring enfatizza la distanza tra il Neopaganesimo e il Neonazismo o il misticismo del Terzo Reich.
L'Eldaring è membro del Congresso mondiale delle religioni etniche.